# John-Nhan Tran
John-Nhan Tran Van Nhan (ur. 6 lutego 1966 w Bình Giã) – amerykański duchowny katolicki, biskup pomocniczy Atlanty od 2023.

## Życiorys
Święcenia kapłańskie otrzymał w dniu 30 maja 1992 i został inkardynowany do archidiecezji Nowego Orleanu. Przez dziewięć lat pracował jako wikariusz, a następnie obejmował probostwa w: Arabi (2001–2003), Avondale (2003–2007), La Place (2007–2015) i Mandeville (2015–2022).
25 października 2022 papież Franciszek mianował go biskupem pomocniczym Atlanty ze stolicą tytularną Tullia. Sakry udzielił mu 23 stycznia 2023 arcybiskup Gregory Hartmayer.